# Sam Small
Samuel John „Sam“ Small (* 15. Mai 1912 in Birmingham; † 13. Dezember 1993 ebenda) war ein englischer Fußballspieler.

## Karriere
Der uneigennützige und eifrige Mittelstürmer kam 1934 vom Amateurklub Bromsgrove Rovers zum Erstligisten FC Birmingham. Nach sechs Einsätzen wechselte er Anfang 1937 zum Zweitligaklub West Ham United, bei dem er regelmäßiger zum Einsatz kam. Bis zur kriegsbedingten Einstellung des Ligabetriebs erzielte er für West Ham in 55 Ligapartien 30 Tore. In den regionalen Spielklassen der Wartime League spielte Small auch weiterhin für die Hammers und kam bis zur Wiederaufnahme des Spielbetriebs der Football League im Sommer 1946 zu 155 Ligaeinsätzen und 60 Treffern; im Finale des Football League War Cups 1939/40 erzielte er im Londoner Wembley-Stadion vor über 42.000 Zuschauern den 1:0-Siegtreffer gegen die Blackburn Rovers.
Bis März 1948 setzte Small seine Profikarriere bei West Ham fort, bevor er zu Brighton & Hove Albion in die Football League Third Division wechselte, wo ihm aber bis zur Beendigung seiner Profikarriere 1950 in 38 Ligaeinsätzen kein Treffer mehr gelang. Small verstarb 1993 in Birmingham.